# Miguel Hidalgo, Juan Rodríguez Clara
Miguel Hidalgo är en ort i Mexiko.   Den ligger i kommunen Juan Rodríguez Clara och delstaten Veracruz, i den sydöstra delen av landet, 400 km öster om huvudstaden Mexico City. Miguel Hidalgo ligger 122 meter över havet och antalet invånare är 439.
Terrängen runt Miguel Hidalgo är platt, och sluttar söderut. Runt Miguel Hidalgo är det ganska glesbefolkat, med 25 invånare per kvadratkilometer. Närmaste större samhälle är Abasolo del Valle, 9,1 km väster om Miguel Hidalgo. Omgivningarna runt Miguel Hidalgo är en mosaik av jordbruksmark och naturlig växtlighet.